# Limenitis maira
Limenitis maira är en fjärilsart som beskrevs av Hans Fruhstorfer 1915. Limenitis maira ingår i släktet Limenitis och familjen praktfjärilar. Inga underarter finns listade i Catalogue of Life.